# M1 240mm榴弾砲

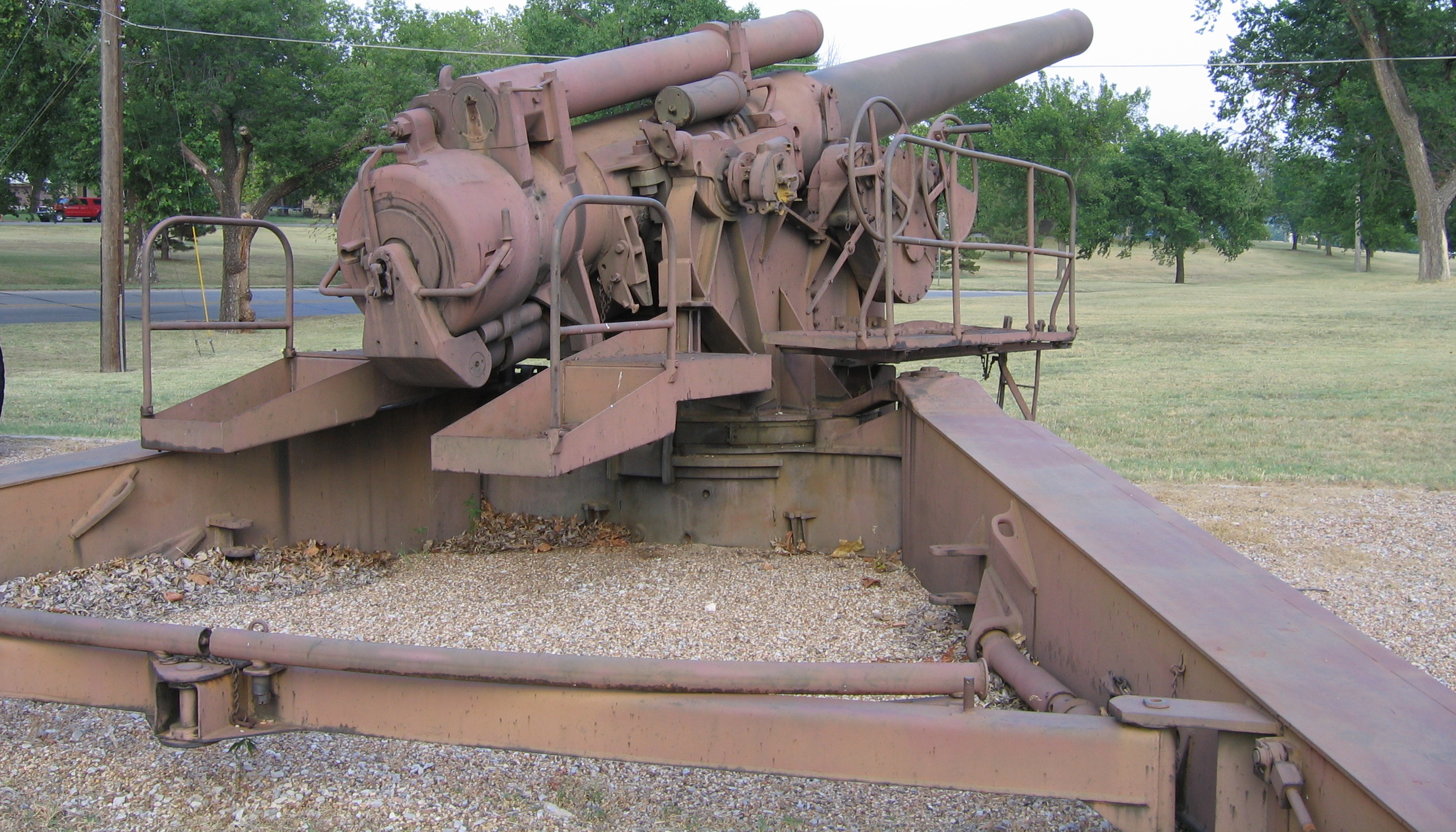
M1 240mm榴弾砲
オクラホマ州フォート・シルのアメリカ陸軍砲兵博物館の展示品

M1 240mm榴弾砲(240mm howitzer M1)は、アメリカ合衆国が1943年に開発した榴弾砲。攻城砲として開発されたが、他の同種兵器に比べて機動力が高く野戦にも活用された。
公式の愛称ではないが、兵士たちには「ブラック・ドラゴン(Black Dragon)」の名で呼ばれた。

## 概要
旧式のM1918 240mm榴弾砲に換わるものとして1941年より開発され、1943年に制式化された。生産は1944年から1945年まで行われ、約315門以上が生産された。同時に開発されたM1 8インチ砲とは、共通の砲架や機材、台車を用いた。
3軸6輪の台車2台に分解して移動が可能で、M2が砲架をM3が砲身と駐退機の運搬を担当した。この台車をマック NO 重牽引トラックで牽引する予定だったが装輪故の接地圧不足により、装軌のM6トラクターに変更された。しかし実戦投入は途中からで、その間は戦車を改造したトラクターが使用された。
この砲を自走化したものとして、M26重戦車の車体を発展させたものに搭載したT92 240mm自走榴弾砲が開発されたが、試作に終わっている。
アメリカ陸軍及びイギリス陸軍で運用され、第二次世界大戦後には朝鮮戦争でも使用された。アメリカ軍では1950年代に使用弾薬の備蓄が尽きるまでは現用兵器のリストに入れられていた。
中華民国（台湾）にも供与され、2010年においても金門島と馬祖島の砲兵陣地に配備されている。

## 諸元・性能
諸元
- 種別: 榴弾砲
- 口径: 240mm（9.45in）
- 砲身長: 8,380mm(27ft 6in)（35口径）
- 重量: 29,300kg(64,700lb)
- 全幅: 2.790mm
- 砲員数: 14名

性能
- 俯仰角: 最低＋15度　最高＋65度
- 旋回角: 左右 22.5度
- 初速: 701m/s(2,300ft/s)
- 最大射程: 23,100m
- 発射速度: 30発/時（持続）

砲弾・装薬
- 弾薬: 分離装薬式

運用史
- 開発国: アメリカ合衆国
- 生産期間: 1944年－1945年
- 生産総数: 315門(1945年分の生産数)